# نفيق طبلي سفلي
«النفيق الطبلي السفلي» هو ممر صغير من الفرع الطبلي للعصب البلعومي اللساني والشريان الطبلي السفلي.
في الحافة العظمية التي تقسم النفق السباتي من الحفرة الوداجية يوجد النفيق  الطبلي السفلي الصغير، بالقرب من الحفيرة الصخرية التي تضم العقدة السفلية للعصب اللساني البلعومي\عقدة صخرية والتي ينشأ منها العصب الطبلي.